# Jung Yu-mi (attrice 1983)
Jung Yu-mi (정유미?, Jeong Yu-miLR, Chŏng Yu-miMR; Busan, 18 gennaio 1983) è un'attrice sudcoreana.

## Filmografia

### Cinema
- Bittersweet Life (깜보, Dalkomhan insaeng), regia di Kim Ji-woon (2005)
- Sarangni (사랑니), regia di Jung Ji-woo (2005)
- Gajog-ui tansaeng (가족의 탄생), regia di Kim Tae-yong (2006)
- Johji-anihanga (좋지 아니한가), regia di Jeong Yoon-chul (2007)
- Polaroid jagdongbeob (폴라로이드 작동법), episodio di Yeonindeul (연인들), regia di Kim Jong-kwan (2008)
- Oishii Man (오이시맨), regia di Kim Jeong-jung (2009)
- Gonyeodeului bang (그녀들의 방), regia di Goh Tae-jeong (2009)
- Chaw (차우), regia di Shin Jung-won (2009)
- 10eok (10억), regia di Jo Min-ho (2009)
- Jal aljido mothamyeonseo (잘 알지도 못하면서), regia di Hong Sang-soo (2009)
- Cheobcheobsanjung (첩첩산중), episodio di Eoddeon bangmun (어떤 방문), regia di Hong Sang-soo (2009)
- Good Morning President (굿모닝 프레지던트), regia di Jang Jin (2009) - Cameo
- Nae kkangpae gat-eun ae-in (내 깡패 같은 애인), regia di Kim Kwang-sik (2010)
- Oki's Movie (옥희의 영화, Okhui-ui yeonghwa), regia di Hong Sang-soo (2010)
- Jogeumman deo gaggayi (조금만 더 가까이), regia di Kim Jong-kwan (2010)
- Cafe Noir (카페 느와르), regia di Jung Sung-il (2010)
- Dogani (도가니), regia di Hwang Dong-hyuk (2011)
- In Another Country (다른 나라에서), regia di Hong Sang-soo (2012)
- Ggang chul yi (깡철이), regia di Ahn Kwon-tae (2013)
- Uri Sunhi (우리 선희 ), regia di Hong Sang-soo (2013)
- Wooribyeol ilhowa eolrukso (우리별 일호와 얼룩소), regia di Jang Hyun-yun (20) - Voce
- Manhole (맨홀), regia di Shin Jae-young (2014)
- Himalaya (히말라야), regia di Lee Suk-hoon (2015) - Cameo
- Train to Busan (부산행?, BusanhaengLR), regia di Yeon Sang-ho (2016)
- The Table (더 테이블?), regia di Kim Jong-kwan (2017)
- Yeomryuk (염력?), regia di Yeon Sang-ho (2018)
- 82nyeonsaeng Kim Ji-Young (82년생 김지영?), regia di Kim Do-Young (2019)
- Wonderland (원더랜드?, WondeoraendeuLLR), regia di Kim Tae-yong (2024)

### Televisione
- Que sera sera (케 세라 세라?) – serie TV (2007)
- Wu xing da fan dian (五星大饭店?) – serie TV (2007)
- Drama Special (드라마 스페셜?) – serie TV, episodio 1x07 (2010)
- Romaenseuga pilyohae 2012 (로맨스가 필요해 2012?) – serie TV (2012)
- Jikjang-ui sin (직장의 신?) – serie TV (2013)
- Yeon-aejojakdan Cyrano (연애조작단?) – serie TV (2013)
- Eungdaphara 1994 (응답하라 1994?) – serie TV (2013)
- Yeon-ae-ui balgyeon (연애의 발견?) – serie TV (2014)
- Ibeon ju, anaega baram-eul pimnida (이번 주, 아내가 바람을 핍니다?) – serie TV (2016)
- Poomwiitneun Geunyeo (품위있는 그녀?) – serie TV (2017)
- Live (라이브?) – serie TV (2018)
- Kimbiseoga wae geureolgga (김비서가 왜 그럴까?) – serie TV (2018)
- Gyeryongsunnyeojeon (계룡선녀전?) – serie TV (2018)
- The School Nurse Files (보건교사 안은영?) – serie TV (2020)

## Riconoscimenti
| Anno | Premio                                    | Categoria                                         | Opera                                                          | Risultato       |
| ---- | ----------------------------------------- | ------------------------------------------------- | -------------------------------------------------------------- | --------------- |
| 2005 | Korean Association of Film Critics Awards | Miglior attrice esordiente                        | Sarangni                                                       | Vincitore/trice |
| 2005 | Blue Dragon Film Awards                   | Miglior attrice esordiente                        | Sarangni                                                       | Candidato/a     |
| 2005 | Korean Film Awards                        | Miglior attrice esordiente                        | Sarangni                                                       | Candidato/a     |
| 2006 | Baeksang Arts Awards                      | Miglior attrice esordiente                        | Sarangni                                                       | Vincitore/trice |
| 2006 | Blue Dragon Film Awards                   | Miglior attrice non protagonista                  | Gajokeui tansaeng                                              | Vincitore/trice |
| 2006 | Korean Film Awards                        | Miglior attrice esordiente                        | Gajokeui tansaeng                                              | Candidato/a     |
| 2010 | Korean Film Awards                        | Miglior attrice                                   | Nae kkangpae kateun aein                                       | Candidato/a     |
| 2010 | KBS Drama Awards                          | Excellence Award – Attrice in un Drama di un atto | Drama Special Ep. 1x07: Widaehan Gye Choon-bin (위대한 계춘빈) | Vincitore/trice |
| 2011 | Golden Cinematography Awards              | Miglior attrice                                   | Nae kkangpae kateun aein                                       | Vincitore/trice |
| 2011 | Buil Film Awards                          | Miglior attrice                                   | Oki's Movie                                                    | Vincitore/trice |
| 2011 | Blue Dragon Film Awards                   | Miglior attrice                                   | Dogani                                                         | Candidato/a     |
| 2013 | Busan Film Critics Awards                 | Miglior attrice                                   | Uri Sunhi                                                      | Vincitore/trice |
| 2013 | KBS Drama Awards                          | Excellence Award – Attrice in una miniserie       | Jikjang-ui sin                                                 | Candidato/a     |
| 2014 | Wildflower Film Awards                    | Miglior attrice                                   | Uri Sunhi                                                      | Candidato/a     |
| 2014 | Buil Film Awards                          | Miglior attrice                                   | Uri Sunhi                                                      | Candidato/a     |
| 2014 | KBS Drama Awards                          | Top Excellence Award – Attrice                    | Yeonaeui balgyeon                                              | Candidato/a     |
| 2014 | KBS Drama Awards                          | Excellence Award – Attrice in una miniserie       | Yeonaeui balgyeon                                              | Vincitore/trice |
| 2014 | KBS Drama Awards                          | Netizen Award – Attrice                           | Yeonaeui balgyeon                                              | Vincitore/trice |
| 2014 | KBS Drama Awards                          | Miglior coppia (con Eric Mun)                     | Yeonaeui balgyeon                                              | Vincitore/trice |